# Karen Ellemann
Karen Ellemann Kharabian (ur. 26 sierpnia 1969 w Charlottenlund) – duńska polityk, minister w różnych resortach, deputowana.

## Życiorys
Córka Uffe Ellemann-Jensena i siostra Jakoba Ellemann-Jensena. Absolwentka kolegium nauczycielskiego (N. Zahles Skole). Pracowała jako konsultant, niezależny dziennikarz, menedżer w teatrze i nauczyciel.
Od 2005 do 2007 była radną gminy Rudersdalshe. W wyborach w 2007 z listy liberalnej partii Venstre uzyskała mandat posłanki do duńskiego parlamentu (Folketingetu). W 2011, 2015, 2019 i 2022 ponownie wybierana do krajowego parlamentu.
W kwietniu 2009 została ministrem spraw wewnętrznych i ministrem spraw społecznych w rządzie Larsa Løkke Rasmussena. Po dokonaniu rekonstrukcji gabinetu w lutym 2010 powierzono jej tekę ministra środowiska oraz ministra współpracy nordyckiej (pełniła te funkcje do października 2011). Gdy w czerwcu 2015 Lars Løkke Rasmussen powrócił na urząd premiera, nominował ją na ministra spraw wewnętrznych i społecznych. W listopadzie 2016 w trzecim rządzie tego premiera przeszła na urząd ministra ds. równości i współpracy nordyckiej. Pełniła tę funkcję do maja 2018.
W listopadzie 2022 mianowana sekretarzem generalnym Rady Nordyckiej (od stycznia 2023).

## Odznaczenia
W 2011 została odznaczona krzyżem komandorskim Orderu Danebroga.